# Asuman Atik
Asuman Atik (née Yılmaz le 10 juin 1989 à Ankara)
est une ancienne joueuse de volley-ball turque. Elle mesure 1,86 m et jouait au poste de réceptionneuse-attaquante. 

## Clubs
| Club                    | De        | À         |
| ----------------------- | --------- | --------- |
| Karayolları Spor Kulübü |           | 2009-2010 |
| İller Bankası Ankara    | 2010-2011 | 2010-2011 |
| MKE Ankaragücü          | 2011-2012 | 2011-2012 |
| Çankaya Belediye        | 2012-2013 | 2012-2013 |
| Kazan Belediye          | 2014-2015 | 2014-2015 |